# 制止餐飲浪費
制止餐飲浪費是2020年8月11日新華社所播報的中共中央總書記習近平下達的一則指示，習近平要求要坚决制止餐饮浪费行为，在全社会营造“浪费可耻、节约为荣”的氛围。此後中華人民共和國官媒開始加大宣傳，中國大陸各地陸續跟進響應。
中華人民共和國31省级、市级餐饮类协会、机构發出倡議書宣傳制止餐饮浪费。9省10市的餐飲協會推行“N-1点餐模式”，“N”代表就餐人数，“-1”是指按人头少点一个菜。各省市的政府部門也在動員，例如上海市精神文明建设委员会、上海市商务委員會、上海市教育委員會、上海市市场监督管理局等部門召開“制止餐饮浪费行为，培养节约习惯”专项工作部署会，部署制止餐飲浪費工作。上海市精神文明建设委员会還建立一套举报投诉机制，如被检举人坚决不改，会遭到“批评曝光”。同時部分機關食堂出台制止餐饮浪费的实施细则，並设置“用餐监督员”，提醒用餐人員要節約糧食，對於浪费食物超三次則通报批评。部分民營餐館還推出半份菜和一人食，半份菜為每种菜品可以点半份，价钱和分量均為整份的一半。一人食則是菜品分量剛好滿足一人的食量。甚至還有自助餐廳向顧客收取光盤押金。央视新闻則批评吃播存在浪费严重的现象。對此，斗鱼、抖音、快手回应表示將進行整改。河北省十三届人大常委会第十九次会议則审议通过关于厉行节约、反对餐饮浪费的规定，于2020年11月1日起实施。全国人民代表大会常务委员会法制工作委员会行政法室一级巡视员张桂龙表示，將就制止餐饮浪费行为進行立法。2020年9月，全国人大常委会启动一个多月的珍惜粮食、反对浪费专题调研，並計劃於12月下旬召开的全国人大常委会会议审议反食品浪费法草案。
中華人民共和國有些校園出現要求学生“背诵餐歌打卡”“浪费一粒米做一道选择题”等做法。2020年10月10日，国务院教育督导委员会办公室发布提示称，制止校园餐饮浪费应防止形式主义。
2020年12月22日，《反食品浪费法》草案首次提请全国人大常委会会议审议并面向社会公开。2021年4月29日，第十三届全国人大常委会第二十八次会议表决通过反食品浪费法，自公布之日起施行。
2021年12月17日，国家发展改革委办公厅等機構印发《反食品浪费工作方案》的通知。